# Resolutie 1001 Algemene Vergadering Verenigde Naties
Resolutie 1001 van de Algemene Vergadering van de Verenigde Naties werd op 7 november 1956 aangenomen tijdens de eerste speciale noodsessie van de Algemene Vergadering. Deze noodsessie was begin november 1956 bijeen geroepen in verband met de Suezcrisis. De Veiligheidsraad stemde in met het plan van secretaris-generaal Dag Hammarskjöld voor de UNEF I-vredesmacht die naar de Sinaï zou worden gestuurd.

## Achtergrond
Tot 1956 was het Suezkanaal, dat doorheen Egypte de Middellandse Zee met de Rode Zee verbindt, eigendom van het Brits-Franse Suezkanaalbedrijf. Nadat de nationalistische Gamal Abdel Nasser president van Egypte werd, nationaliseerde hij het Suezkanaal en ontzegde hij schepen van buurland Israël de toegang ertoe.
Frankrijk en het Verenigd Koninkrijk dienden een klacht in bij de Verenigde Naties. De Veiligheidsraad hield het bij resolutie 118 en bleef daarmee nogal op de vlakte. De Verenigde Staten steunden hun traditionele bondgenoten niet en probeerden via de Veiligheidsraad een staakt-het-vuren af te dwingen. Die ontwerpresoluties werden alle door Frankrijk en het Verenigd Koninkrijk bij veto verworpen.
Eind oktober 1956 kwam het tot een oorlog met Frankrijk, het Verenigd Koninkrijk en Israël tegen Egypte. Die eersten bezetten het Kanaal en omstreken. Daarna kwam er een overeenkomst en werden de troepen vervangen door de UNEF-missie van de Verenigde Naties. Intussen werd het kanaal opnieuw opengesteld voor alle scheepvaartverkeer.
Daar de kwestie bij de Veiligheidsraad in een impasse zat, werd op basis van resolutie 377 van de Algemene Vergadering de Algemene Vergadering met hoogdringendheid bijeen geroepen middels resolutie 119 van de Veiligheidsraad.

## Inhoud
Middels resolutie 1000 was besloten om VN-troepen naar de Sinaï te sturen. Secretaris-generaal Dag Hammarskjöld had een plan voor de organisatie en werking van deze UNEF I-operatie opgesteld. De Veiligheidsraad stemde in met zijn plan.
Dit plan omvatte een vredesmacht van de Verenigde Naties zelf, dus zonder te delegeren naar een of meerdere landen zoals Frankrijk en het Verenigd Koninkrijk hadden voorgesteld. De troepen moesten uit landen die geen permanent lid van de Veiligheidsraad waren komen en zouden ook uit de reeds aanwezige UNTSO worden betrokken.
De vredesmacht zou tijdelijk van aard zijn. Hoelang dit zou zijn, zou afhangen van het verdere verloop van het conflict. UNEF I zou in 1967, bij de aanvang van de Zesdaagse Oorlog, door Egypte worden weggestuurd.
Verder moesten de betrokken landen toestemming verlenen alvorens VN-troepen op hun grondgebied mochten opereren. Israël weigerde de toegang tot zijn grondgebied en bezette gebieden, waardoor de vredesmacht enkel in Egypte actief zou zijn.
Er werd ook een adviescomité opgericht om deze plannen verder uit te werken. Brazilië, Canada, Ceylon (thans Sri Lanka), Colombia, India, Noorwegen en Pakistan maakten deel van uit dit comité en de secretaris-generaal was voorzitter.
Lijst ·  996 ·  997 ·  998 ·  999 ·  1000 ·  1001 ·  1002 ·  1003